# Завідз-Косьцельни
Завідз-Косьцельни (пол. Zawidz Kościelny) — село в Польщі, у гміні Завідз Серпецького повіту Мазовецького воєводства.
Населення — 912 осіб (2011).
У 1975-1998 роках село належало до Плоцького воєводства.

## Демографія
Демографічна структура станом на 31 березня 2011 року:
|          | Загалом | Допрацездатний вік | Працездатний вік | Постпрацездатний вік |
| -------- | ------- | ------------------ | ---------------- | -------------------- |
| Чоловіки | 461     | 99                 | 310              | 52                   |
| Жінки    | 451     | 76                 | 283              | 92                   |
| Разом    | 912     | 175                | 593              | 144                  |